# Rômulo
Rômulo Souza Orestes Caldeira dit Rômulo, né le 22 mai 1987 à Pelotas, est un footballeur italo-brésilien évoluant au poste d'arrière latéral ou de milieu de terrain au Cruzeiro EC.

## Biographie

### En sélection
Le 14 avril 2014, il est pré-sélectionné en équipe d'Italie par Cesare Prandelli pour un match préparatoire à la Coupe du monde 2014.

## Palmarès
- Championnat d'Italie en 2015
- Ligue des champions :
  - Finaliste : 2015

Coppa Italia en 2019 avec la Lazio.